# チュッパチャプス
チュッパチャプス（chupa chups）とは、1958年にスペイン・カタルーニャのバルセロナで誕生した、棒付きキャンディの商品名、またそのキャンディを販売する会社名である。
2006年に、チュッパチャプス社はペルフェティ・ファン・メレ社の100％子会社となっている。買収額は、約4億ユーロと推定されている。
日本では、1977年から長らく森永製菓が輸入販売していたが、2016年3月7日付で日本での販売権がクラシエ株式会社 フーズカンパニー（旧:クラシエフーズ）に移管した。このほか、本商品の他社コンテンツライセンスをサンリオが取得している。

## 名称
チュッパチャプスは、キャンディーがサッカーボールを連想させ、口をあけてキャンディーを食べる様子がサッカーのゴールを思わせるから、当初GOL（スペイン語でゴール）と名付けられた。しかし、名前はあまり浸透しなかったため、1958年に広告代理店を使ってChups（チュプス；スペイン語で物をなめた時の擬音、日本語ではチュッチュッといった擬音に相当。「チャプス」は英語読み）という名前を考案した。「チュッパ チュッパ チュッパ チュッパチャプス（舐めよう！舐めよう！舐めよう！チャプス！）」というテーマがラジオCMで流れて以来、「チュッパチャプス」と呼ばれるようになった。日本語の「チュッパチャプス」という名称はスペイン語式の「チュッパチュプス」と英語式の「チャッパチャプス」を組み合わせたものである。
「チュッパチャップス」と表記しているウェブサイトもあるが、日本での販売元の公式ウェブサイトでは新旧問わず正式名称を「チュッパチャプス」としており、本項でも名称を「チュッパチャプス」で統一する。
チュッパチャプス社では、同名の香水も販売している。

## ロゴマーク

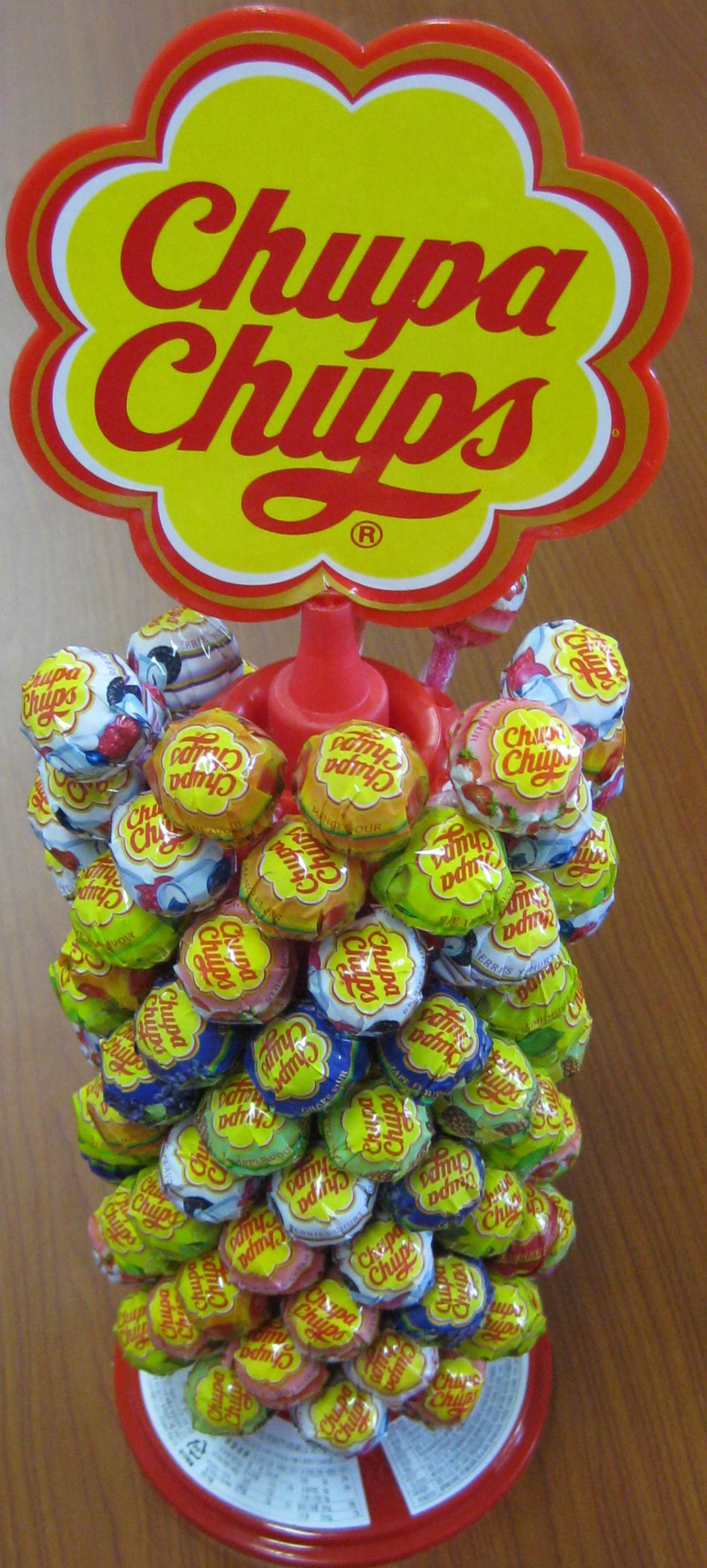
チュッパチャプス・ツリー。この形で陳列される

1969年にチュッパチャプスの考案者であるアンリック・バルナット(Enric Bernat) は、チュッパチャプスを世界展開させる際にロゴのデザインをカタルーニャの芸術家であるサルバドール・ダリに一緒に食事をした際に依頼、ダリはその場でナプキンにデージー（ヒナギク）をあしらったデザイン画を描き、バルナットはそれを気に入り、ロゴの原型とした。

## 世界展開と影響
1975年のフランシスコ・フランコ体制の終焉と前後して海外進出が活発化し、1970年代には東南アジア、1980年代には北アメリカや主要地域以外のヨーロッパ、1990年代にはアジアの至る所にまで浸透した。それと同時にバルナットは地域限定のご当地特有のチュッパチャプスを採用し、ロシアではブルーベリー味、メキシコでは唐辛子風味、北欧やオランダでは塩味のチュッパチャプスが販売された。一方でコーラ味のバリエーションとイチゴ味のものは世界的に販売されている。
海外進出と共にチュッパチャプスは洗練された広告の一部として採用された。1970年代にアメリカ合衆国で放送された刑事ドラマ『刑事コジャック』では主人公のコジャックが喫煙と称してチュッパチャプスを咥える姿が描かれた。さらにハリソン・フォード、マドンナ、スパイス・ガールズなどといった著名人が愛好し、『バフィー 〜恋する十字架〜』や『スタートレック』といったテレビ番組の中でチュッパチャプスは登場人物のアイテムとして使用された。また、1995年には宣伝の一環としてロシアの宇宙ステーション・ミールの宇宙飛行士にチュッパチャプスが贈られた。
サッカー界では、1991年に当時FCバルセロナの監督を務めていたヨハン・クライフが、15歳の時からあった喫煙の習慣が原因で心筋梗塞を発症して医師から禁煙を言い渡されたことがきっかけで、タバコの代わりにベンチでチュッパチャプスを舐めていたが、クライフがチュパチャプスを咥える姿は頻繁にテレビ放送に映されるようになった。その後、バルナットは宣伝広告のためFCバルセロナの伝統色である青と赤の色彩に彩られた大きなチュッパチャプスをホームスタジアムのカンプ・ノウに展示すると、すぐにマスコット的存在となった。
同社は1998年にフランスで行われた1998 FIFAワールドカップ決勝の直前にサッカーフランス代表の選手達にチュッパチャプスを贈った。フランス代表はこの大会で優勝を果たすと、その後も縁起担ぎの一環としてチュッパチャプスが採用された。あるフランス人の論文によると適度な糖分の摂取はスポーツ選手の緊張緩和に役立つのだという。
1995年のアメリカン・ミュージック・アウォードでは、ウィー・アー・ザ・ワールドの発表10周年を記念してこの授賞式に出席したアーティストによる合唱が行われたが、そこに居合わせたプリンスが歌うことを拒否して、ステージ上で延々とチュッパチャプスを舐めている姿が放映された。
スペイン人MotoGPライダー・ホルヘ・ロレンソのスポンサーを務めていたことがある。彼は、レース後表彰台でもチュッパチャプスを舐めていた。さらに以前には、同じくスペイン人ライダーのエミリオ・アルサモラをスポンサードしていたこともあった。2人共、チュッパチャプスヘルメットを着用していた。

## 日本で発売された味

### 現在

#### ザ・ベスト・オブ・フレーバー
- プリン
- ストロベリークリーム
- チェリー
- ストロベリー
- グレープ
- ラムネ
- コーラ
- キャラメル

#### エキゾチック・トロピック
2016年3月発売。ブラジルをイメージしたフレーバーシリーズ。
- アサイー&ベリー
- グァバ&ストロベリー
- バナナ&パインアップル

#### その他
- チュッパチャプスグミ フルーツアソート - チュッパチャプスの形状をしたグミ。2016年3月に中身がチェリー・ピーチ・マスカットとなり、リニューアルした。

### 過去
- ミルクコーヒー
- Watermelon
- チェリーコーラ
- レモンコーラ
- ピーチクリーム
- ライチ
- レモン
- ソーダグレープ
- カメレオン
- チョコココナッツ
- チョコピーナッツ
- チョコストロベリー
- ウメ
- マンゴー
- パイナップル
- Vanilla
- ピーチ
- マンダリンオレンジ
- バナナ
- ミルク
- カプチーノバニラ
- グリーンアップル
- レモンスカッシュ
- チョコバニラ
- ブルーベリーヨーグルト
- バナナミルク
- ロイヤルミルクティ
- チョコバナナ
- メロンソーダ
- キャラメルポップコーン
- キャラメル
- 抹茶ラテ
- チェリー
- ホワイトピーチ
- ピンクグレープフルーツ
- マスカット
- ハニーアップル
- マロンラテ
- ゆず

#### オトナのチュッパチャプス
- ダークエスプレッソ
- サングリア